# Carmelita Ferreira
Carmelita Ferreira (9 maart 1955  – Paramaribo, 23 juni 2013) was een Surinaams maatschappelijk werker en politicus. Ze was van 2000 tot 2010 voor de Nationale Partij Suriname (NPS) lid van De Nationale Assemblée.

## Biografie
Carmelita Ferreira groeide de eerste zeven jaar van haar leven bij haar oma in Paramaribo op en vervolgens bij haar moeder in Para. Op haar twintigste verhuisde ze vanwege haar werk naar Nickerie. Ze had drie kinderen.
Ze was hoofdbestuurslid van de NPS en werd tijdens de verkiezingen van 2000 en van 2005 verkozen tot DNA-lid. Tijdens haar tweede termijn was ze ondervoorzitter van DNA. Ondertussen was ze ook een deelnemer aan Trefpunt 2000 die vernieuwing wilde brengen binnen de NPS. Ze kandideerde in 2010 opnieuw voor de NPS, maar werd niet herkozen.
Ze was sociaal voelend en stond bekend als maatschappelijk werker en om haar inzet voor de belangen van kwetsbare burgers. Dankzij haar inzet werd in een Natin-school (Natuurtechnisch Instituut) in Nickerie opgericht. Rond 2011 was ze voorzitter van de Nickerie Slagbal Bond (NSB). Ook was ze in 2011 een van de initiatiefnemers van de Nickerie Volks Muziekschool.
Ze leed al enkele jaren aan borstkanker toen ze begin 2012 voorzitter werd van de afdeling Nickerie van de Surinaamse Kankerpatiënten Vereniging (SKV). In juni 2013 werd ze opgenomen in het Diakonessenhuis in Paramaribo. Ongeveer twee weken later, op 23 juni, werd haar ziekte haar noodlottig. Ze overleed op 58-jarige leeftijd.